# Вейнемейнен

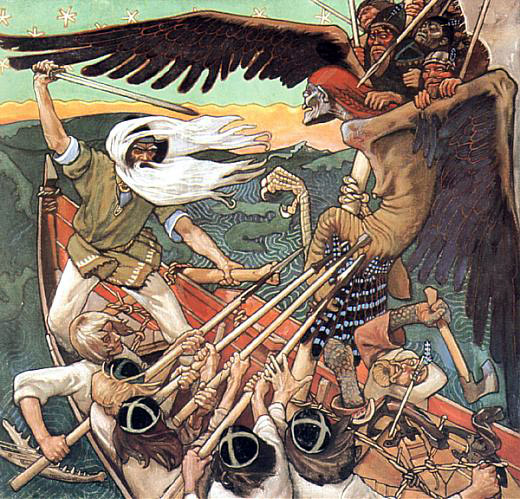
Акселі Галлен-Каллела. «Захист Сампо»

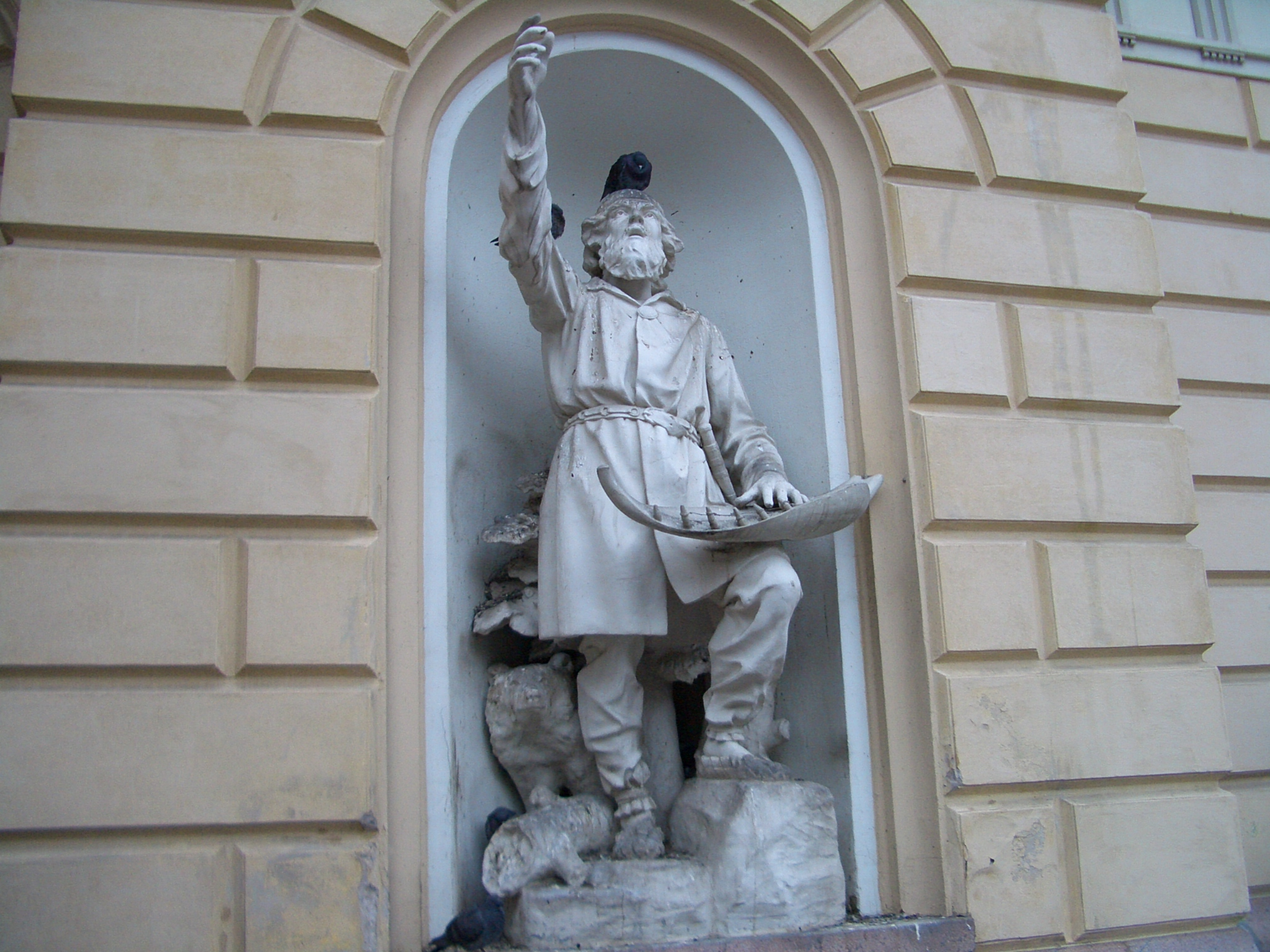
Вейнемейнен зі своїм кантеле, зробленим з щелепи гігантської щуки

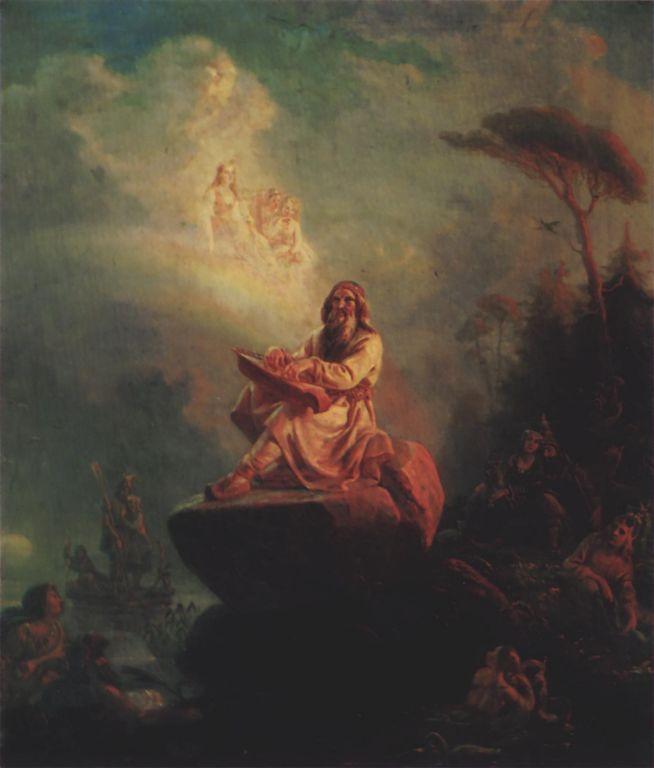
Р. В. Екман: Вейнемейнен

Вейнемейнен (фін. Väinämöinen) — головний герой карело-фінського епосу Калевала.
Згідно з епосом «Калевала», Вейнемейнен народився відразу після створення світу і став першою людиною. Він — богатир, віщий руноспівець, сіяч і мудрець. Вейнемейнена можна віднести до найбільш архаїчному типу епічних героїв: він має явні риси шамана і діє частіше чаклунством, ніж мечем або списом (на відміну від «типових» богатирів Леммікейнена і Юкагайнена, яких «віковічному віщуну» часто вдається присоромити). Крім того, Вейнемейнен має божественне походження: «він від Ільматари народився», дочки повітряного простору. Небесне походження першої людини підкреслено відсутністю батька: На початку біографії Вейнемейнена присутній епічний мотив «дивовижного народження» — незвичайно довга вагітність Ільматар (пор. з Ростемом «Шахнаме») і те, що герой з'явився на світ тридцятирічним чоловіком. Відповідно до «шаманської» сутності героя його основні подвиги пов'язані з багаторазовим катабасісом — сходженням в царство мертвих (в карельському епосі це завжди подорож на північ в Похйолу — «країну мороку й туману»). Типовий шаманський подвиг Вейнемейнена — пробудження з могили мертвого велетня-мудреця Антеро Віпунена з метою отримати магічне знання (стор. з Одіном, що отримує знання від голови мертвого велетня Міміра). Цікаво, що Вейнемейнен не просто перемагає мертвого велетня — спершу той його ковтає — найбільш архаїчний варіант ініціації героя (пор. з Гаявата, проковтнута осетром; Іона в утробі кита; міфи Австралії та Океанії). Вейнемейнен не просто заклинатель, тобто чаклун, він заклинатель (шаман)-поет, як біблійний Давид (що заспокоює за допомогою пісень злого духа царя Саула), Орфей, здатний заворожити тварин, рослини і навіть скелі, гусляр Садко, тюркський Коркут, кельтський Огма. Як першолюдина Вейнемейнен виконує ряд функцій культурного героя — будує перший човен, створює музичний інструмент (кантеле), знайомиться з залізом. Разом з Ільмаріненом і Леммікейненом Вейнемейнен відбирає у господині Похйоли старої Льовхі млин Сампо, символ щастя і достатку.
Після опублікування Калевали Еліасом Ленротом в 1849 році Вейнемейнен стає частим героєм художніх творів скульпторів і художників.
В 1873 році у виборзькому парку Монрепо було встановлено статую Вейнемейнена роботи  Йоганнеса Таканена, втрачена під час Другої світової війни і відновлена в 2007 році. Крім того, в місті Сортавала існує площа Вейнемейнена.
Лідер карельських повстанців під час Карельського повстання Василь Левонен взяв собі псевдонім «Дідусь Вейнемейнен» («Уккі Вейнемейнен») на честь персонажа «Калевали».